# كريستوفر بروس
كريستوفر بروس (بالإنجليزية: Christopher Bruce)‏ هو مصمم رقص بريطاني، ولد في 3 أكتوبر 1945 في ليستر في المملكة المتحدة.

## وصلات خارجية
- كريستوفر بروس على موقع ديسكوغز (الإنجليزية)